# SønderjyskE (football)
Pour le club omnisports, voir SønderjyskE.
Maillots
Le Sønderjysk Elitesport Fodbold est un club de football danois basé à Haderslev.

## Historique

### Sønderjysk Elitesport (depuis 2004)
Le SønderjyskE est né de la fusion en 2004 de cinq équipes: HFK Sønderjylland, TM Tønder, Sønderjyske HK, Vojens BI et IK Sønderjylland. Le TM Tønder reprend son indépendance en 2006 tandis que le HF Sønderborg prend sa place.
Evoluant en première division sans interruption depuis 2008, le club réalise une excellente saison 2015-2016, finissant à deuxième place du championnat, derrière Midtjylland.
En 2020, le SønderjyskE remporte son premier titre national, en battant Aalborg BK (2-0) en finale de la Coupe du Danemark.
En mai 2022, à l'issue de la saison 2021-2022, SønderjyskE est relégué en deuxième division après quatorze saisons consécutives dans l'élite du football danois.
Le 2 mai 2024, grâce à une victoire face au FC Fredericia (2-1 score final), SønderjyskE valide sa promotion vers la Superliga pour la saison suivante, le club  étant même sacré champion de deuxième division danoise. Le club retrouve donc l'élite après deux saisons d'absence.
Pour son retour en première division, SønderjyskE lutte pour sa survie pendant toute la saison 2024-2025 mais parvient à se maintenir en s'éloignant de la zone de relégation en mai 2025, après la défaite de l'un de ses concurrents, l'Aalborg BK.

## Bilan sportif

### Palmarès
| Compétitions nationales | Compétitions internationales |
| - Championnat du Danemark - Vice-champion : 2016 - Coupe du Danemark - Vainqueur : 2020 - Finaliste : 2021 - Championnat du Danemark de deuxième division - Champion : 2005 - Vice-champion : 2007 | - Néant                      |

### Bilan par saison
| Saison    | Championnat | Championnat | Coupe du Danemark | Coupes d'Europe | Coupes d'Europe           |
| Saison    | Div.        | Pos.        | Coupe du Danemark | Compét.         | Tour                      |
| --------- | ----------- | ----------- | ----------------- | --------------- | ------------------------- |
| 1995-1996 | D3          | 2e          | -                 | -               | -                         |
| 1996-1997 | D2          | 15e         | 2e tour           | -               | -                         |
| 1997-1998 | D3          | ?           | 2e tour           | -               | -                         |
| 1998-1999 | D2          | 5e          | 4e tour           | -               | -                         |
| 1999-2000 | D2          | 2e          | 4e tour           | -               | -                         |
| 2000-2001 | D1          | 12e         | 4e tour           | -               | -                         |
| 2001-2002 | D2          | 3e          | 4e tour           | -               | -                         |
| 2002-2003 | D2          | 6e          | 4e tour           | -               | -                         |
| 2003-2004 | D2          | 6e          | 3e tour           | -               | -                         |
| 2004-2005 | D2          | 1er         | 5e tour           | -               | -                         |
| 2005-2006 | D1          | 11e         | 4e tour           | -               | -                         |
| 2006-2007 | D2          | 3e          | 4e tour           | -               | -                         |
| 2007-2008 | D2          | 2e          | 4e tour           | -               | -                         |
| 2008-2009 | D1          | 10e         | 3e tour           | -               | -                         |
| 2009-2010 | D1          | 9e          | 1/4 de f.         | -               | -                         |
| 2010-2011 | D1          | 7e          | 2e tour           | -               | -                         |
| 2011-2012 | D1          | 6e          | 1/2 f.            | -               | -                         |
| 2012-2013 | D1          | 8e          | 5e tour           | -               | -                         |
| 2013-2014 | D1          | 10e         | 3e tour           | -               | -                         |
| 2014-2015 | D1          | 10e         | 1/2 f.            | -               | -                         |
| 2015-2015 | D1          | 2e          | 1/4 de f.         | -               | -                         |
| 2016-2017 | D1          | 6e          | 1/8 de f.         | C3              | Barrages                  |
| 2017-2018 | D1          | 8e          | 1/4 de f.         | -               | -                         |
| 2018-2019 | D1          | 10e         | 1/8 de f.         | -               | -                         |
| 2019-2020 | D1          | 10e         | Vainqueur         | -               | -                         |
| 2020-2021 | D1          | 8e          |                   | C3              | 3e tour de qualification. |
| 2021-2022 | D1          | 12e         |                   | -               | -                         |
| 2022-2023 | D2          | 3e          |                   | -               | -                         |
| 2023-2024 | D2          | 1er         |                   | -               | -                         |

### Bilan européen
Note : dans les résultats ci-dessous, le score du club est toujours donné en premier
| Saison    | Compétition  | Tour             | Club            | Domicile | Extérieur | Total |
| --------- | ------------ | ---------------- | --------------- | -------- | --------- | ----- |
| 2016-2017 | Ligue Europa | Deuxième tour Q  | Strømsgodset IF | 2 - 1    | 2 - 2 ap  | 4 - 3 |
| 2016-2017 | Ligue Europa | Troisième tour Q | Zagłębie Lubin  | 1 - 1    | 2 - 1     | 3 - 2 |
| 2016-2017 | Ligue Europa | Barrages Q       | Sparta Prague   | 0 - 0    | 2 - 3     | 5 - 2 |
| 2020-2021 | Ligue Europa | Troisième tour Q | Viktoria Plzeň  | N/A      | 0 - 3     | 0 - 3 |

Légende
- Victoire ou qualification pour le tour suivant
- Match nul
- Défaite ou élimination de la compétition

## Personnalités du club

### Entraîneurs
Le tableau suivant présente la liste des entraîneurs du club depuis 1989.
| Rang | Nom             | Période   |
| ---- | --------------- | --------- |
| 1    | Poul Hansen     | 1989-1996 |
| 2    | Knud Nørregaard | 1996      |
| 3    | Frank Andersen  | 1997-2003 |

| Rang | Nom             | Période   |
| ---- | --------------- | --------- |
| 4    | Søren Kusk      | 2004-2006 |
| 5    | Morten Bruun    | 2005-2006 |
| 6    | Ole Schwennesen | 2006-2007 |

| Rang | Nom                | Période   |
| ---- | ------------------ | --------- |
| 7    | Carsten Broe       | 2007-2009 |
| 8    | Michael Hemmingsen | 2009      |
| 9    | Frank Andersen     | 2009      |

| Rang | Nom                | Période        |
| ---- | ------------------ | -------------- |
| 10   | Michael Hemmingsen | 2010-2011      |
| 11   | Lars Søndergaard   | 2011-2015      |
| 12   | Jakob Michelsen    | 2015-nov. 2016 |